# Phil Dooley
Phil Dooley (* um 1905; † nach 1959) war ein US-amerikanischer Jazzsänger (auch Schlagzeug und Trompete) und Songwriter, der sich in den 1940er-Jahren als Musikkomödiant hervortat.

## Leben und Wirken
Dooley, der aus Chicago stammte, arbeitete Anfang der 1930er-Jahre in New York; 1932 entstanden Aufnahmen unter dem Pseudonym Joe Haymes and His Orchestra („The Yes Habit“, Victor) und mit dem Graham Prince Palais D’Or Orchestra und dem Eliot Everett Orchestra. Im selben Jahr spielte er unter eigenem Namen für Victor die Titel „Can’t Do Without His Love“, „Get Cannibal“ (geschrieben von Ted Weems, Phil Dooley und Red Nichols), „Hello, Gorgeous“ und „Great Big Bunch of You“ ein. Weitere Titel Dooleys und seiner Band erschienen in dieser Zeit unter den Pseudonymen Al Calman and His Hot Sizzlers („One Note Trumpet Player“/„Hell’s Bells“; Regal Zonophone) und The Midnight Revellers („Let’s Have A Party“). In den folgenden Jahren arbeitete er in Chicago als Bandleader, jedoch ohne weiter aufzunehmen.
Anfang der 1940er-Jahre hatte Dooley ein Musik-Comedy-Quartett, in dem er als Schlagzeuger und Trompeter agierte. 1942 spielte er mit dem Vibraphonisten Max Miller in Chicagoer Clubs; 1943 trat er sowohl als Solist als auch mit der Comedy-Truppe The Funatics auf;; Mitte der 1940er-Jahre war er wieder als Solist auf Tourneen. Letzte Aufnahmen entstanden 1959 in New Orleans, als er bei Armand Hug and His New Orleans Dixielanders und bei Emile Christian and His New Orleans Jazz Band sang. Dooley schrieb ferner mit Red Nichols den Titel „Junk Man’s Blues“, den 1936 Nat Gonella einspielte. Nach Angaben des Diskografen Tom Lord war er im Bereich des Jazz zwischen 1932 und 1959 an sechs Aufnahmesessions beteiligt.